# 愛知県道438号布里新城線
愛知県道438号布里新城線（あいちけんどう438ごう ふりしんしろせん）は、愛知県新城市を通る一般県道である。新城市布里 - 同市牛倉間では不通区間が存在する。

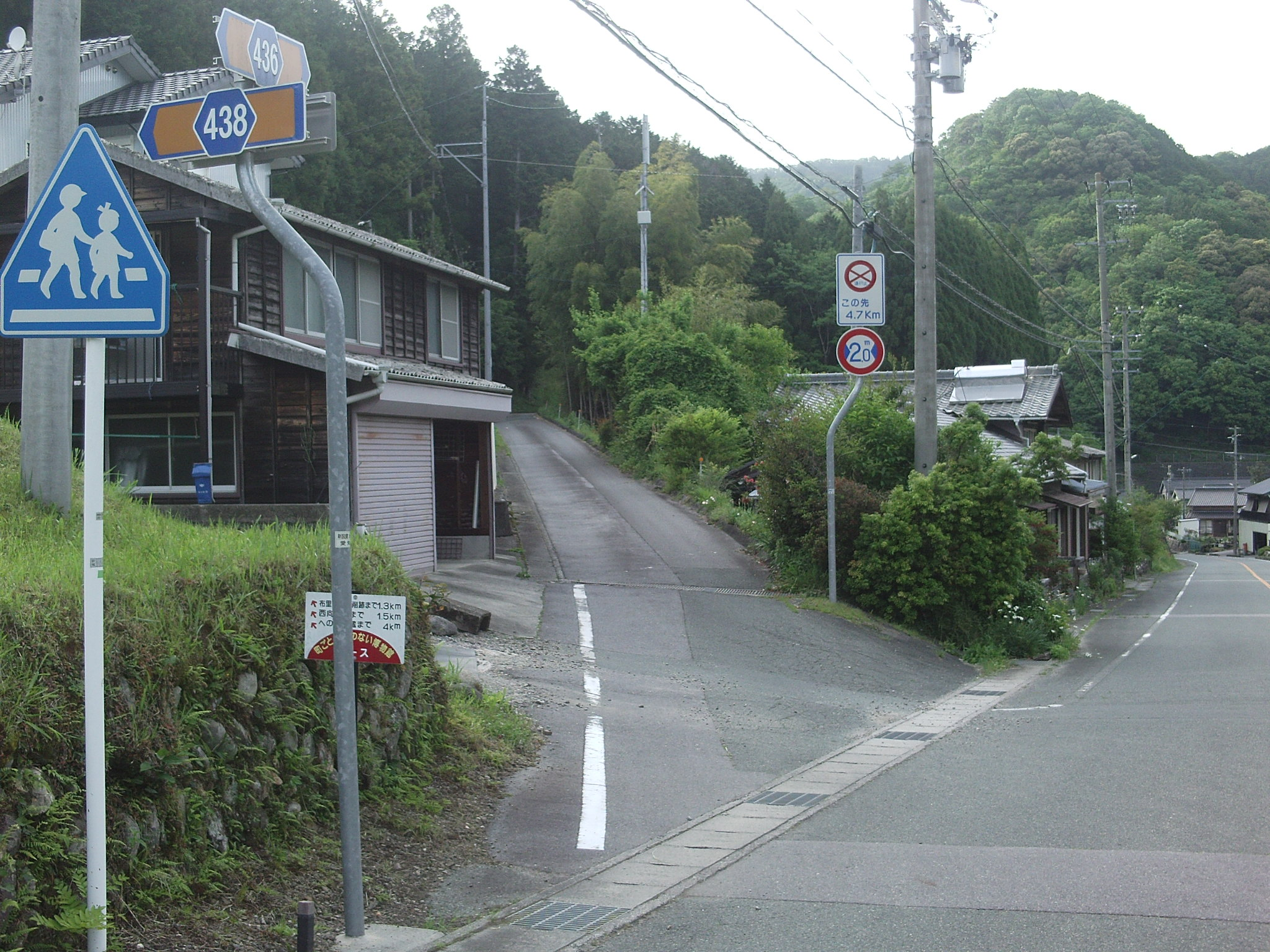
新城市布里。起点から直ちに最大幅2.0m規制。規制予告が示すとおり、この先4.7kmは通行止め（但し未整備だが道は続いている）。

## 概要

### 路線データ
- 起点：愛知県新城市布里
- 終点：愛知県新城市富永
- 現道延長
  - 新城市布里字松ケ根 - 布里無番地：4.7㎞
  - 新城市牛倉字寺領 - 富永字新知：約2.9㎞

未整備区間の直線距離は約5.3㎞。途中に作手荒原（あわら）集落がある。

## 沿革
- 1959年12月15日 認定

## 通過する自治体
- 愛知県
  - 新城市

## 接続する道路
- 愛知県道436号作手清岳玖老勢線（新城市布里）

この間に未開通区間あり
- 愛知県道21号豊川新城線（新城市牛倉字宮川・大宮市木交差点間で重複）
- 国道151号（富永新知交差点）

## 沿線周辺
- 新城市立鳳来西小学校（2016年3月閉校）
- 雁峰山（がんぼうさん、標高628m：未開通区間）
- 新東名高速道路長篠設楽原PAぷらっとパーク
- JR飯田線茶臼山駅（終点から約450m南方）